# Les Personnages animés préférés à la rescousse
Pour plus de détails, voir Fiche technique et Distribution.
Les Personnages animés préférés à la rescousse (Cartoon All-Stars to the Rescue) est un téléfilm d'animation américain diffusé en 1990, dont le but est de sensibiliser les enfants contre la drogue avec divers personnages de dessins animés.
Commandité par McDonald's, le film d'environ 30 minutes a été diffusé simultanément le 21 avril 1990 à 10 h 30 sur toutes les chaînes conventionnelles américaines (ABC, NBC, CBS, Fox, PBS), canadiennes (CBC, CTV, Global), québécoises (SRC, TVA, TQS, RQ) et mexicaines, ainsi que quelques chaînes spécialisées.

## Synopsis
Des personnages de dessins animés remarquent qu’une petite fille s'est fait voler sa tirelire. En cherchant le voleur, ils se rendent rendent compte qu'il s'agit du grand frère de la fille voulant s'acheter de la drogue. Ils vont par la suite tenter d'aider et sensibiliser le jeune homme dans sa lutte contre la drogue. Ils vont pour cela devoir déjouer les plans de Smoke (un nuage de fumée anthropomorphique) qui essaie de faire basculer le garçon dans les drogues dures.

## Invités de différents dessins animés
Parmi les nombreux personnages de dessins animés tentant d'aider et sensibiliser le jeune homme nous pouvons voir :
- Alf dans ALF
- Alvin, Simon & Theodore dans Alvin et les Chipmunks
- Riri, Fifi et Loulou dans La Bande à Picsou
- Garfield dans Garfield et ses amis
- Bugs Bunny & Daffy Duck dans Looney Tunes
- Winnie l'ourson & Tigrou dans Les Nouvelles Aventures de Winnie l'ourson
- Bouffe-tout dans SOS Fantômes
- Michelangelo dans Tortues Ninja : Les Chevaliers d'écaille
- Baby Kermit & Baby Piggy & Baby Gonzo dans Les Muppet Babies
- Grand Schtroumpf & Schtroumpf à lunettes & Schtroumpf costaud dans Les Schtroumpfs

## Distribution

### Voix originales
- Ross Bagdasarian Jr. - Alvin, Simon
- Jeff Bergman - Bugs Bunny, Daffy Duck
- Townsend Coleman - Dad, Michelangelo
- Wayne Collins - Additional Voices
- Jim Cummings - Winnie l'ourson, Tigrou
- Joey Dedio - The Dealer
- Paul Fusco - ALF (non crédité)
- Danny Goldman (en) - Schtroumpf à lunettes
- Janice Karman - Theodore
- Aaron Lohr - Voix additionnelles
- Jason Marsden - Michael
- Don Messick - Grand Schtroumpf
- Lorenzo Music - Garfield
- Laurie O'Brien (en) - Maman, Bébé Piggy
- Lindsay Parker (en) - Corey
- George C. Scott - Smoke
- Russi Taylor - Bébé Gonzo, Riri, Fifi et Loulou
- Frank Welker - Slimer, Schtroumpf costaud, Bébé Kermit la grenouille

### Voix québécoises
- Johanne Léveillé : Maman / Théodore / Bébé Piggy
- Antoine Durand : Simon
- Ronald France : Smoke / Tigrou
- Jean-Louis Millette : Winnie L'Ourson / Grand Schtroumpf
- Gilbert Lachance : Michel / Bébé Kermit
- Bernard Fortin : Papa / Garfield
- Violette Chauveau : Corrine
- Daniel Lesourd : Alvin / Bébé Gonzo
- Sébastien Dhavernas : Bugs Bunny / Daffy Duck / Michelangelo
- Victor Désy : Alf

 Source et légende : version québécoise (VQ) sur Doublage.qc.ca

## Fiche technique
Sauf indication contraire, les informations mentionnées dans cette section peuvent être confirmées par la base de données cinématographiques IMDb,  présente dans la section « Liens externes ».
- Réalisation : Milton Gray, Marsh Lamore, Robert « Bob » Shellhorn et Mike Svayko
  - Superviseur : Karen Peterson
- Scénario : Duane Poole et Tom Swale
- Musique : Paul Buckmaste, Richard Kosinski, Robert « Bob » F. Mann, Guy Moon et Bill Reichenbach
- Direction artistique : Don Morgan et Takashi
- Montage : Sam Winans
- Production : Buzz Potamkin
  - Production exécutive : Roy Edward Disney
- Sociétés de production : Endemol Shine Australie et Academy of Television Arts and Sciences
- Genre : téléfilm, animation
- Pays :  États-Unis
- Langue : anglais / français
- Durée : 30 minutes
- Dates de première diffusion :
  -  États-Unis,  Canada,  Mexique : 21 avril 1990
  -  Italie : 29 décembre 1990
  -  Allemagne : 7 décembre 1991

## Diffusion sur les chaines à travers le monde

### États-Unis
- ABC
- CBS
- FOX
- NBC
- Univision
- Telemundo
- Nickelodeon
- USA Network
- Black Entertainment Television
- Disney Channel
- Lifetime
- TBS
- TNT
- PBS

### Canada
- CBC
- CTV
- Global
- TVOntario
- YTV
- Télévision de Radio-Canada
- TVA
- TQS
- Radio-Québec

### Royaume-Uni
- BBC

### Australie
- Seven Network
- Nine Network
- Network Ten

### Irlande
- RTE Two (1994–2004)

### Espagne
- TVE1
- Antena 3
- Telecinco

### Italie
- Italia 1
- Rai 1

### Allemagne
- ARD
- ZDF
- Sat.1
- Kabel 1
- NDR
- SDR
- Hessen

### Japon
- TV Tokyo

### Pologne
- TVP 1
- TVP 2
- TVP Regionalna
- TVP Polonia
- Polsat
- Polsat 2
- TVN
- RTL7
- Nasza TV
- Canal+
- HBO
- TMT